# Genebra (rainha)

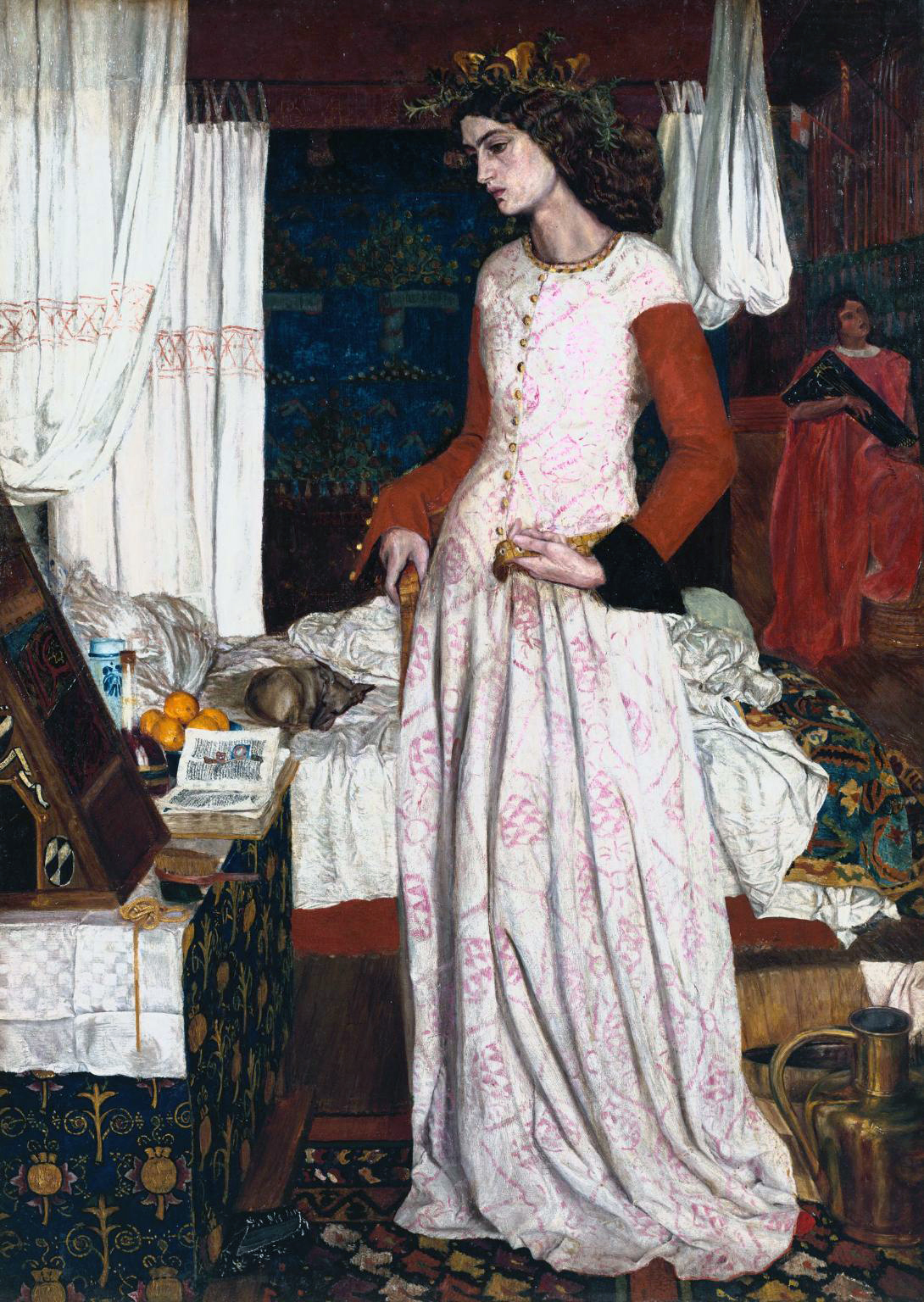
Rainha Genebra de 1858 por William Morris.

Genebra, Ginebra ou Ginevra (em inglês: Guinevere, em galês: Gwenhwyfar) é um personagem mitológico-literário, rainha consorte do Rei Artur nas lendas do Ciclo Arturiano da Matéria da Bretanha. Nos romances medievais tardios, Genebra é filha do rei Leodegrance de Cameliard. Em várias obras, a rainha torna-se amante de Lancelote, o que leva à queda do reino de Artur.

## Lenda e literatura
Genebra é mencionada em algumas das Tríades galesas como uma rainha "mais fiel" que outras da Bretanha. Uma das mais antigas histórias arturianas é a que trata do rapto de Genebra por Meleagant (também chamado Melyagaunce ou Melwas), história que aparece na Vida de S. Gildas (c. 1130), de Caradoc de Llancarfan, e na obra galesa Diálogo de Melwas e Gwenhwyfar.
No século XII, Godofredo de Monmouth é o primeiro autor a introduzir o tema da traição de Genebra, nesse caso com Morderete, enquanto Artur está travando batalhas no continente. Já em Lancelote, o Cavaleiro da Carreta (1179-1180), de Chrétien de Troyes, Genebra tem um romance proibido com Lancelote, um dos principais cavaleiros da Távola Redonda, depois que o cavaleiro a resgata de Meleagant, o que leva à queda do reino do rei Artur. Apesar de a infidelidade de Genebra com Lancelote ser o tema da maioria dos romances medievais arturianos, há exceções. Em Lanzelet (c. 1200), obra de Ulrich von Zatzikhoven, Lancelote e Genebra não são retratados como amantes. A Genebra de Lanzelet tem pensamentos pecaminosos de infidelidade, mas o objeto do amor não é revelado e a rainha parece ter um casamento feliz com Artur. Quando é raptada em Lanzelet, Genebra é resgatada por Artur e seu exército, e não por Lancelote.
No Lancelote-Graal do século XIII, os temas do rapto da rainha por Meleagant e a infidelidade com Lancelote são retomados. Nessa história surge uma falsa Genebra, filha ilegítima de Leodegrance (pai de Genebra), por quem o rei Artur se apaixona. Lancelote e seu amigo Galehaut protegem-na até que a usurpadora é revelada. Já na Morte de Artur (1485), de Thomas Malory, Genebra é retratada como uma amante dedicada e exigente. Lancelote a defende de graves acusações de assassinato e novamente a resgata de Meleagant. Quando os amantes são descobertos, Genebra é condenada a morrer na fogueira e Lancelote a salva. Mais tarde no romance, Morderete tenta casar-se com Genebra, que foge e torna-se monja una abadia em Amesbury. Ali encontra Genebra uma morte santa.